# Pristichampsus
Pristichampsus es un género extinto de cocodrilos semiacuáticos que vivió del Paleoceno al Eoceno, hace 40 millones de años.

## Registro fósil
Los restos fósiles de Pristichampsus se han hallado en diversas partes del mundo: entre ellas P. rollinatii, la especie tipo, del Lutetiano de Francia; y P. vorax del Eoceno medio de Wyoming y el oeste de Texas. Otras especies han sido descritas, incluyendo a P. birjukovi y P. kuznetzovi del Eoceno medio del este de Kazajistán y P. geiseltalensis y P. magnifrons del Luteciense de Alemania. El pequeño pristicámpsido Planocrania, el cual incluye a las especies P. hengdongensis (Paleoceno) y P. datangensis (Paleoceno o Eoceno temprano) de China, es incluido en ocasiones dentro de Pristichampsus.

## Historia
Pristichampsus fue descrito y nombrado como una especie de Crocodilus, C. rollianti, por Gray en 1831 basándose en restos del Luteciense de Francia. Gervais (1853) asignó a esta especie a su propio género, creando la nueva combinación Pristichampsus rollianti. Otras especies han sido referidas a este género. Los géneros Boverisuchus y Weigeltisuchus del Luteciano de Alemania así como Limnosaurus de Norteamérica fueron sinonimizados con Pristichampsus y sus especies tipo fueron reasignadas a este. Langston (1975) encontró que Limnosaurus se basaba en material no diagnóstico, y por tanto consideró que pertenecía a su propio género, como un nomen dubium. Él también reasignó a Crocodylus vorax del Luteciano de Wyoming y el oeste de Texas a Pristichampsus. Efimov (1988) nombró dos especies adicionales de Pristichampsus, P. birjukovi y P. kuznetzovi del Eoceno Medio del este de Kazajistán. Siguiendo una revisión del género Pristichampsus realizada por Brochu (2013), se encontró que P. rollinati se basaba en material insuficientemente diagnóstico y por tanto es un nomen dubium. Boverisuchus fue reinstalado como un género válido, y la especie Weigeltisuchus geiseltalensis fue considerada como sinónimo de B. magnifrons. Brochu (2013) también reasignó a P. vorax como la segunda especie de Boverisuchus. Finalmente, de acuerdo con su análisis el material del Eoceno medio de Italia y Texas (EE. UU.) pueden representar a otras especies de Boverisuchus.

## Descripción y costumbres
Pristichampsus tenía la piel fuertemente blindada y las extremidades sugieren que podía correr con facilidad. También tuvo dedos con pezuñas en los pies, lo que sugiere que vivió en la tierra más que en el agua, y que por lo tanto probablemente cazaban mamíferos terrestres. Tenía dientes lateralmente comprimidos, fuertes y con  bordes serrados. Debido a su similitud con los dientes de ciertos dinosaurios terópodos fueron inicialmente confundidos con dientes de dinosaurio, lo que hizo creer a algunos paleontólogos que algunos dinosaurios, no avianos habían sobrevivido a la extinción masiva del Cretácico-Terciario.
La especie P. rollinatii muestra algunas características adicionales, fruto de la adaptación del animal a la vida terrestre. La cola recuerda a la de un dinosaurio, redonda en sección transversal y carecía de la cresta de osteodermo observada en las especies de cocodrilos actuales. También habría sido capaz de galopar y de ponerse a dos pies; sin embargo, esto sólo ha sido posible a altas velocidades si el centro de gravedad se desplaza en la parte delantera de la pelvis.

## Filogenia
En el siguiente cladograma puede observarse la posición Pristichampsus; sería el grupo hermano de los aligátores y cocodrilos actuales:
|  | Borealosuchus † |
|  |                 |
|  | Gavialoidea     |
|  |                 |

|  | Pristichampsus †                                                 |
|  |                                                                  |
|  | \| \| Alligatoroidea \| \| \| \| \| \| Crocodyloidea \| \| \| \| |
|  |                                                                  |
|  | Alligatoroidea                                                   |
|  |                                                                  |
|  | Crocodyloidea                                                    |
|  |                                                                  |

|  | Alligatoroidea |
|  |                |
|  | Crocodyloidea  |
|  |                |

|  | Borealosuchus † |
|  |                 |
|  | Gavialoidea     |
|  |                 |

|  | Pristichampsus †                                                 |
|  |                                                                  |
|  | \| \| Alligatoroidea \| \| \| \| \| \| Crocodyloidea \| \| \| \| |
|  |                                                                  |
|  | Alligatoroidea                                                   |
|  |                                                                  |
|  | Crocodyloidea                                                    |
|  |                                                                  |

|  | Alligatoroidea |
|  |                |
|  | Crocodyloidea  |
|  |                |

|  | Borealosuchus † |
|  |                 |
|  | Gavialoidea     |
|  |                 |

|  | Pristichampsus †                                                 |
|  |                                                                  |
|  | \| \| Alligatoroidea \| \| \| \| \| \| Crocodyloidea \| \| \| \| |
|  |                                                                  |
|  | Alligatoroidea                                                   |
|  |                                                                  |
|  | Crocodyloidea                                                    |
|  |                                                                  |

|  | Alligatoroidea |
|  |                |
|  | Crocodyloidea  |
|  |                |

|  | Borealosuchus † |
|  |                 |
|  | Gavialoidea     |
|  |                 |

|  | Pristichampsus †                                                 |
|  |                                                                  |
|  | \| \| Alligatoroidea \| \| \| \| \| \| Crocodyloidea \| \| \| \| |
|  |                                                                  |
|  | Alligatoroidea                                                   |
|  |                                                                  |
|  | Crocodyloidea                                                    |
|  |                                                                  |

|  | Alligatoroidea |
|  |                |
|  | Crocodyloidea  |
|  |                |

|  | Borealosuchus † |
|  |                 |
|  | Gavialoidea     |
|  |                 |

|  | Pristichampsus †                                                 |
|  |                                                                  |
|  | \| \| Alligatoroidea \| \| \| \| \| \| Crocodyloidea \| \| \| \| |
|  |                                                                  |
|  | Alligatoroidea                                                   |
|  |                                                                  |
|  | Crocodyloidea                                                    |
|  |                                                                  |

|  | Alligatoroidea |
|  |                |
|  | Crocodyloidea  |
|  |                |

|  | Borealosuchus † |
|  |                 |
|  | Gavialoidea     |
|  |                 |

|  | Pristichampsus †                                                 |
|  |                                                                  |
|  | \| \| Alligatoroidea \| \| \| \| \| \| Crocodyloidea \| \| \| \| |
|  |                                                                  |
|  | Alligatoroidea                                                   |
|  |                                                                  |
|  | Crocodyloidea                                                    |
|  |                                                                  |

|  | Alligatoroidea |
|  |                |
|  | Crocodyloidea  |
|  |                |

|  | Borealosuchus † |
|  |                 |
|  | Gavialoidea     |
|  |                 |

|  | Pristichampsus †                                                 |
|  |                                                                  |
|  | \| \| Alligatoroidea \| \| \| \| \| \| Crocodyloidea \| \| \| \| |
|  |                                                                  |
|  | Alligatoroidea                                                   |
|  |                                                                  |
|  | Crocodyloidea                                                    |
|  |                                                                  |

|  | Alligatoroidea |
|  |                |
|  | Crocodyloidea  |
|  |                |

|  | Borealosuchus † |
|  |                 |
|  | Gavialoidea     |
|  |                 |

|  | Pristichampsus †                                                 |
|  |                                                                  |
|  | \| \| Alligatoroidea \| \| \| \| \| \| Crocodyloidea \| \| \| \| |
|  |                                                                  |
|  | Alligatoroidea                                                   |
|  |                                                                  |
|  | Crocodyloidea                                                    |
|  |                                                                  |

|  | Alligatoroidea |
|  |                |
|  | Crocodyloidea  |
|  |                |

|  | Borealosuchus † |
|  |                 |
|  | Gavialoidea     |
|  |                 |

|  | Pristichampsus †                                                 |
|  |                                                                  |
|  | \| \| Alligatoroidea \| \| \| \| \| \| Crocodyloidea \| \| \| \| |
|  |                                                                  |
|  | Alligatoroidea                                                   |
|  |                                                                  |
|  | Crocodyloidea                                                    |
|  |                                                                  |

|  | Alligatoroidea |
|  |                |
|  | Crocodyloidea  |
|  |                |

|  | Borealosuchus † |
|  |                 |
|  | Gavialoidea     |
|  |                 |

|  | Pristichampsus †                                                 |
|  |                                                                  |
|  | \| \| Alligatoroidea \| \| \| \| \| \| Crocodyloidea \| \| \| \| |
|  |                                                                  |
|  | Alligatoroidea                                                   |
|  |                                                                  |
|  | Crocodyloidea                                                    |
|  |                                                                  |

|  | Alligatoroidea |
|  |                |
|  | Crocodyloidea  |
|  |                |

|  | Borealosuchus † |
|  |                 |
|  | Gavialoidea     |
|  |                 |

|  | Pristichampsus †                                                 |
|  |                                                                  |
|  | \| \| Alligatoroidea \| \| \| \| \| \| Crocodyloidea \| \| \| \| |
|  |                                                                  |
|  | Alligatoroidea                                                   |
|  |                                                                  |
|  | Crocodyloidea                                                    |
|  |                                                                  |

|  | Alligatoroidea |
|  |                |
|  | Crocodyloidea  |
|  |                |

|  | Borealosuchus † |
|  |                 |
|  | Gavialoidea     |
|  |                 |

|  | Pristichampsus †                                                 |
|  |                                                                  |
|  | \| \| Alligatoroidea \| \| \| \| \| \| Crocodyloidea \| \| \| \| |
|  |                                                                  |
|  | Alligatoroidea                                                   |
|  |                                                                  |
|  | Crocodyloidea                                                    |
|  |                                                                  |

|  | Alligatoroidea |
|  |                |
|  | Crocodyloidea  |
|  |                |

|  | Borealosuchus † |
|  |                 |
|  | Gavialoidea     |
|  |                 |

|  | Pristichampsus †                                                 |
|  |                                                                  |
|  | \| \| Alligatoroidea \| \| \| \| \| \| Crocodyloidea \| \| \| \| |
|  |                                                                  |
|  | Alligatoroidea                                                   |
|  |                                                                  |
|  | Crocodyloidea                                                    |
|  |                                                                  |

|  | Alligatoroidea |
|  |                |
|  | Crocodyloidea  |
|  |                |

|  | Borealosuchus † |
|  |                 |
|  | Gavialoidea     |
|  |                 |

|  | Pristichampsus †                                                 |
|  |                                                                  |
|  | \| \| Alligatoroidea \| \| \| \| \| \| Crocodyloidea \| \| \| \| |
|  |                                                                  |
|  | Alligatoroidea                                                   |
|  |                                                                  |
|  | Crocodyloidea                                                    |
|  |                                                                  |

|  | Alligatoroidea |
|  |                |
|  | Crocodyloidea  |
|  |                |

|  | Borealosuchus † |
|  |                 |
|  | Gavialoidea     |
|  |                 |

|  | Pristichampsus †                                                 |
|  |                                                                  |
|  | \| \| Alligatoroidea \| \| \| \| \| \| Crocodyloidea \| \| \| \| |
|  |                                                                  |
|  | Alligatoroidea                                                   |
|  |                                                                  |
|  | Crocodyloidea                                                    |
|  |                                                                  |

|  | Alligatoroidea |
|  |                |
|  | Crocodyloidea  |
|  |                |

|  | Borealosuchus † |
|  |                 |
|  | Gavialoidea     |
|  |                 |

|  | Pristichampsus †                                                 |
|  |                                                                  |
|  | \| \| Alligatoroidea \| \| \| \| \| \| Crocodyloidea \| \| \| \| |
|  |                                                                  |
|  | Alligatoroidea                                                   |
|  |                                                                  |
|  | Crocodyloidea                                                    |
|  |                                                                  |

|  | Alligatoroidea |
|  |                |
|  | Crocodyloidea  |
|  |                |

## En la cultura popular
Un Pristichampsus apareció en un episodio de la temporada 3 de la serie Primeval, en la que se escapa a través de una anomalía en el Museo Británico antes de su paso por Londres y es relacionado con la deidad egipcia Ammyt.